# チャルメルソウ属

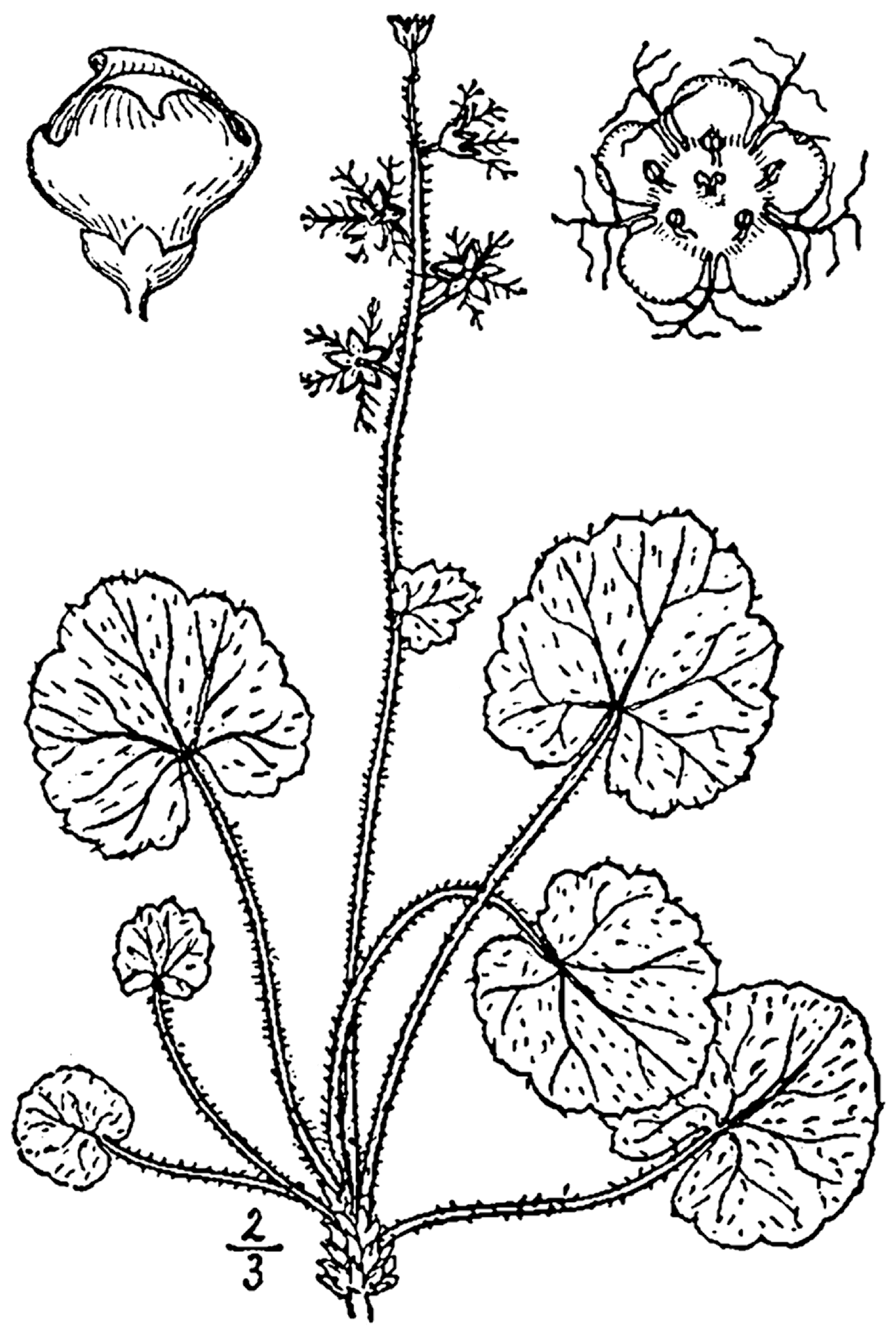
マルバチャルメルソウ
ブリトン（著）『北アメリカの植物図譜』の図版

チャルメルソウ属（チャルメルソウぞく、学名：Mitella）は、ユキノシタ科に含まれる植物の群。根出葉の間から長い穂を出し、小さな花をつける。花弁は羽状に裂けるものが多い。世界の半分の種が日本固有種である。

## 特徴
小型の多年生草本で発達した根茎がある。根出葉を出し、茎には葉が発達しないものが多い。根出葉には長い柄があり、互生するが、根茎が立つ種ではその先端に束生して見える。葉柄基部には托葉があり、膜質で左右１対が先端で多少合生する。
花茎は側生で、多くの場合に赤褐色の荒い毛がある。花は総状花序をなし、小型の両性花で5数性、柄がある。ただし雌雄異株の種も1種だけ知られる（モミジチャルメルソウ）。苞は小型で先端が3-5裂する。萼は杯状または鐘状で、子房とその基部で癒合するが、全体まで癒合する例もある。萼片は5個で、花後も残る。花弁は5枚、萼筒上端について、早くに脱落する。多くの場合、細くて大きく羽状に裂け、それこそ羽根の軸だけのような姿になるが、裂けない種、あるいは花弁を失った種もある。雄蕊は5-10個。花盤があり、子房は中位。柱頭は2個で、果時まで残る。果実は蒴果で、花柱間の縫合線で裂けて開く。種子は多数でほぼ卵形。

### 名前の由来
和名は中国楽器のラッパであるチャルメル（チャルメラとも）にちなむ。これは日本の代表種であるチャルメルソウにおいて、その果実が大きく口を開いた姿が似ているためである。

## 分布と分類
世界では東アジア・シベリア・北アメリカに分布し、全部で21種ある。そのうち、日本には12種が自生し、マルバチャルメルソウが広域分布種で北アメリカにまで分布する以外、残りの11種は日本固有である。

### 代表的な種
以下に日本に自生する種を挙げる。和名、学名はYListによる。
マルバチャルメルソウ節 Sect. Nudae
- マルバチャルメルソウ Mitella nuda L. (1753)

エゾノチャルメルソウ節 Sect. Spuriomitella
- エゾノチャルメルソウ Mitella integripetala H.Boissieu (1897)

チャルメルソウ節 Sect. Asimitellaria
- モミジチャルメルソウ Mitella acerina Makino (1902)
- アマミチャルメルソウ Mitella amamiana Y.Okuyama (2016)
- ヒメチャルメルソウ Mitella doiana Ohwi (1932)
- ミカワチャルメルソウ Mitella furusei Ohwi (1959) var. furusei
  - チャルメルソウ Mitella furusei Ohwi var. subramosa Wakab. (1977)
- オオチャルメルソウ Mitella japonica Maxim. (1867)
- ツクシチャルメルソウ Mitella kiusiana Makino (1910)
- コシノチャルメルソウ Mitella koshiensis Ohwi (1949)
- コチャルメルソウ Mitella pauciflora Rosend. (1914)
- タキミチャルメルソウ Mitella stylosa H.Boissieu (1897) var. stylosa
  - シコクチャルメルソウ Mitella stylosa H.Boissieu var. makinoi (H.Hara) Wakab. (1977)
- トサノチャルメルソウ Mitella yoshinagae H.Hara (1938)

## ギャラリー

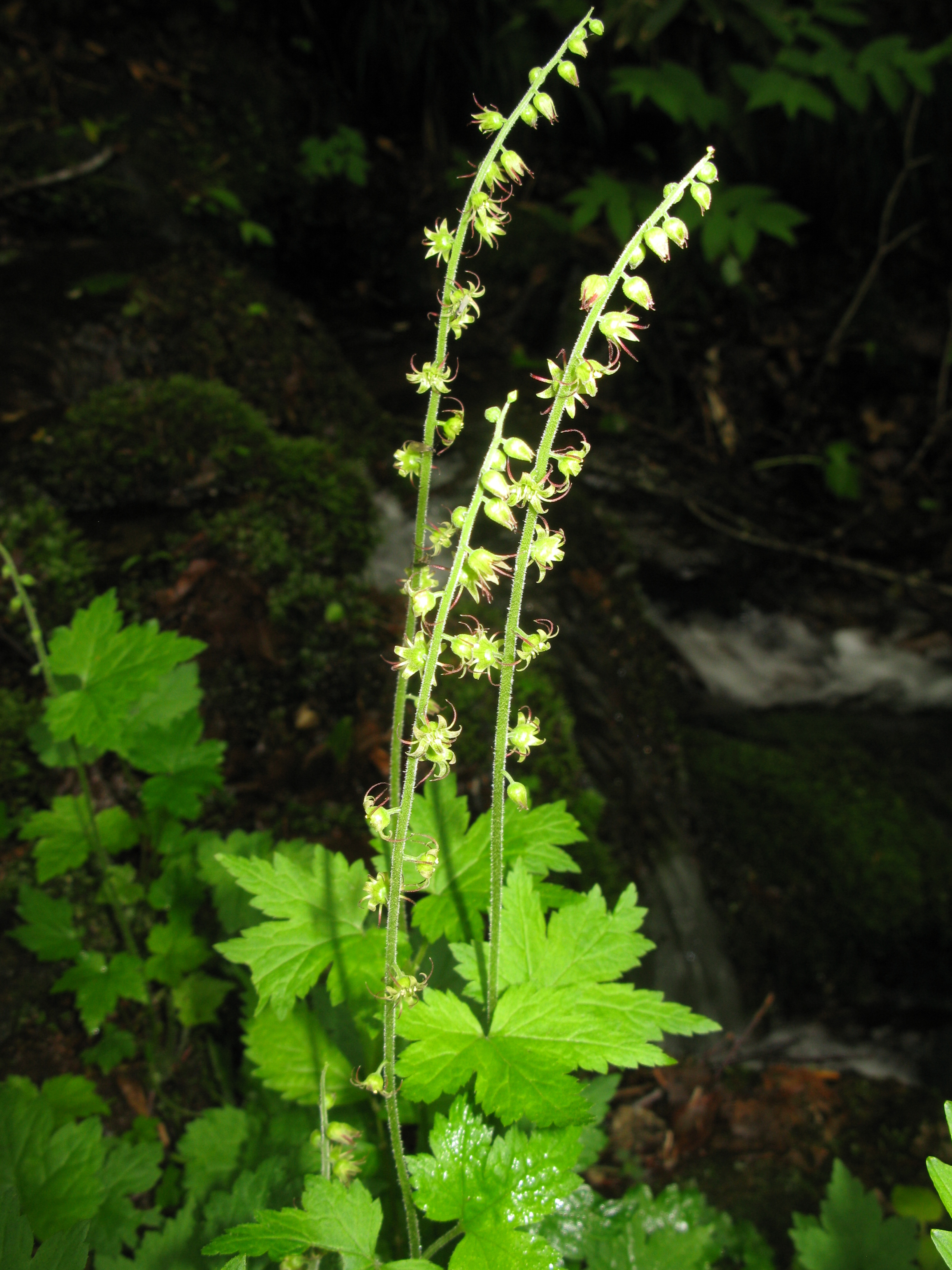
エゾノチャルメルソウ
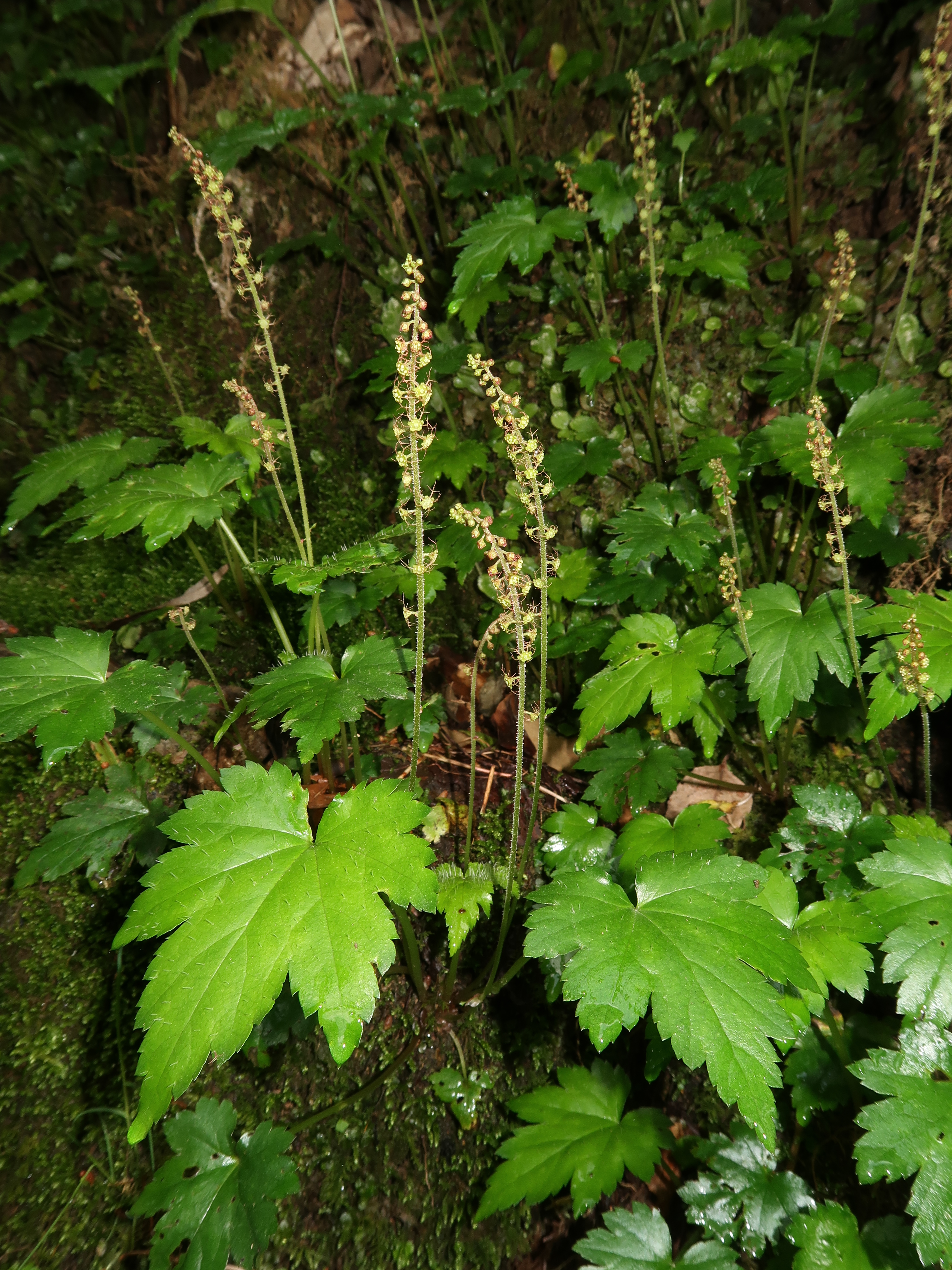
モミジチャルメルソウ
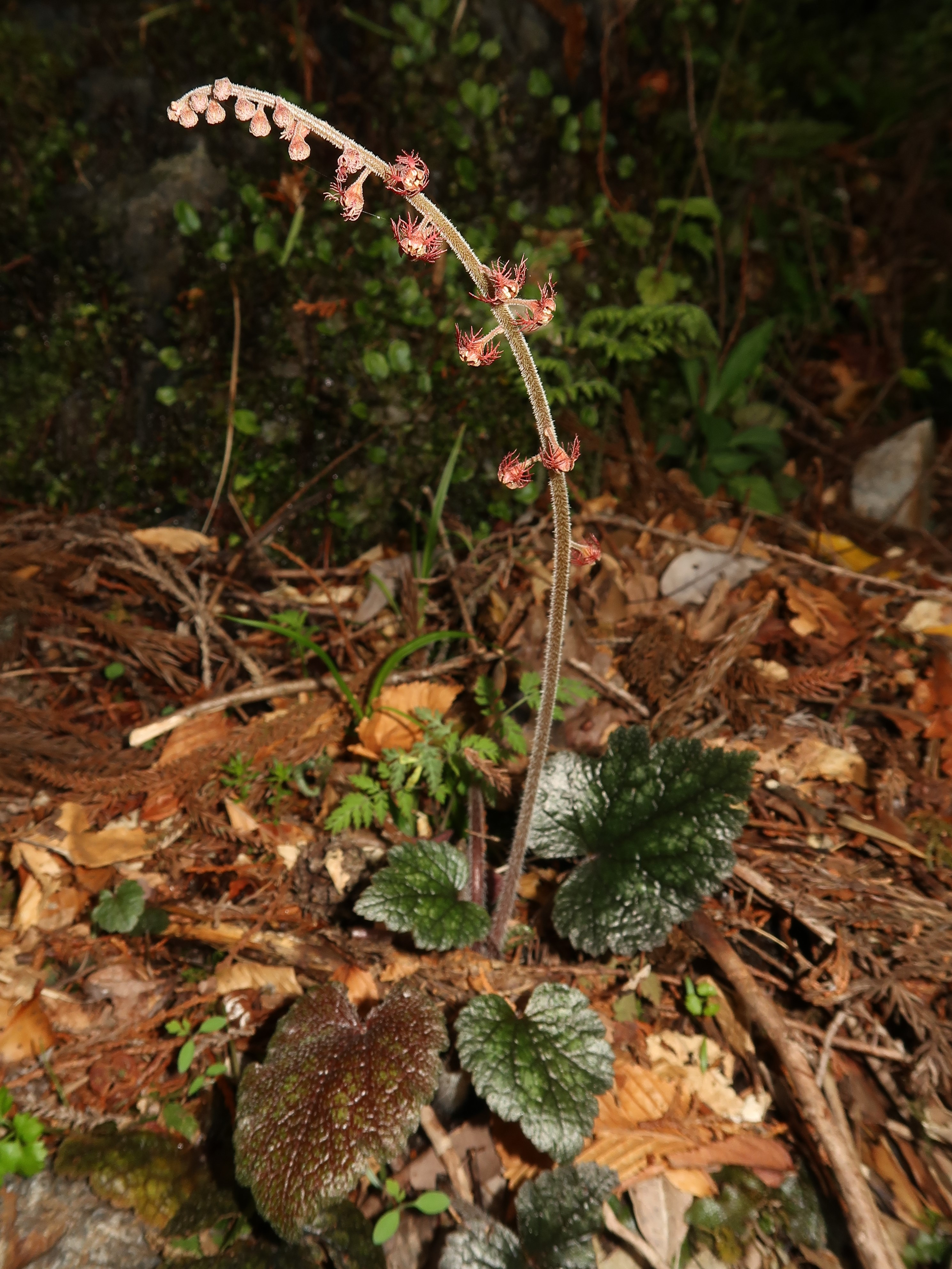
ミカワチャルメルソウ
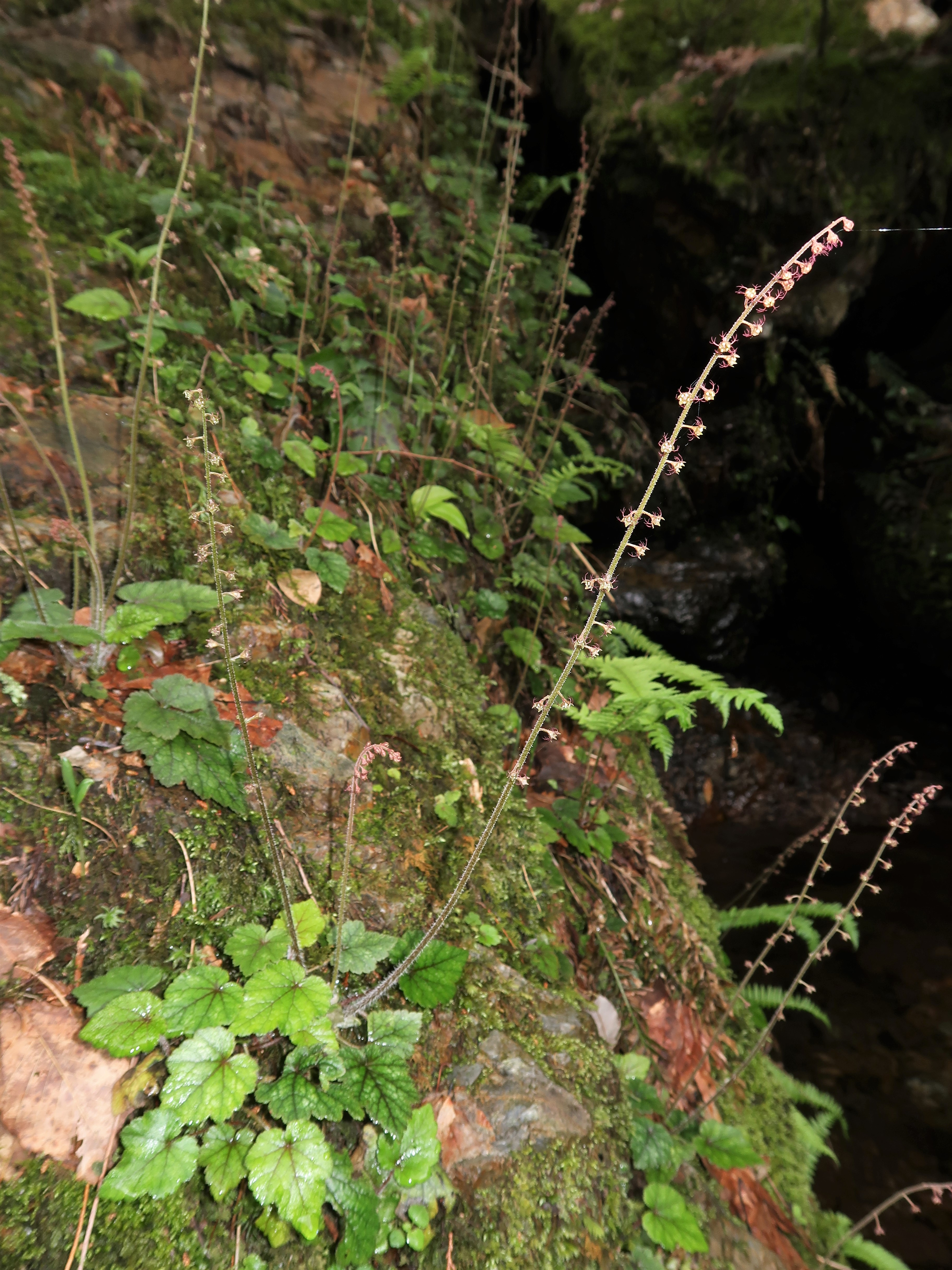
チャルメルソウ
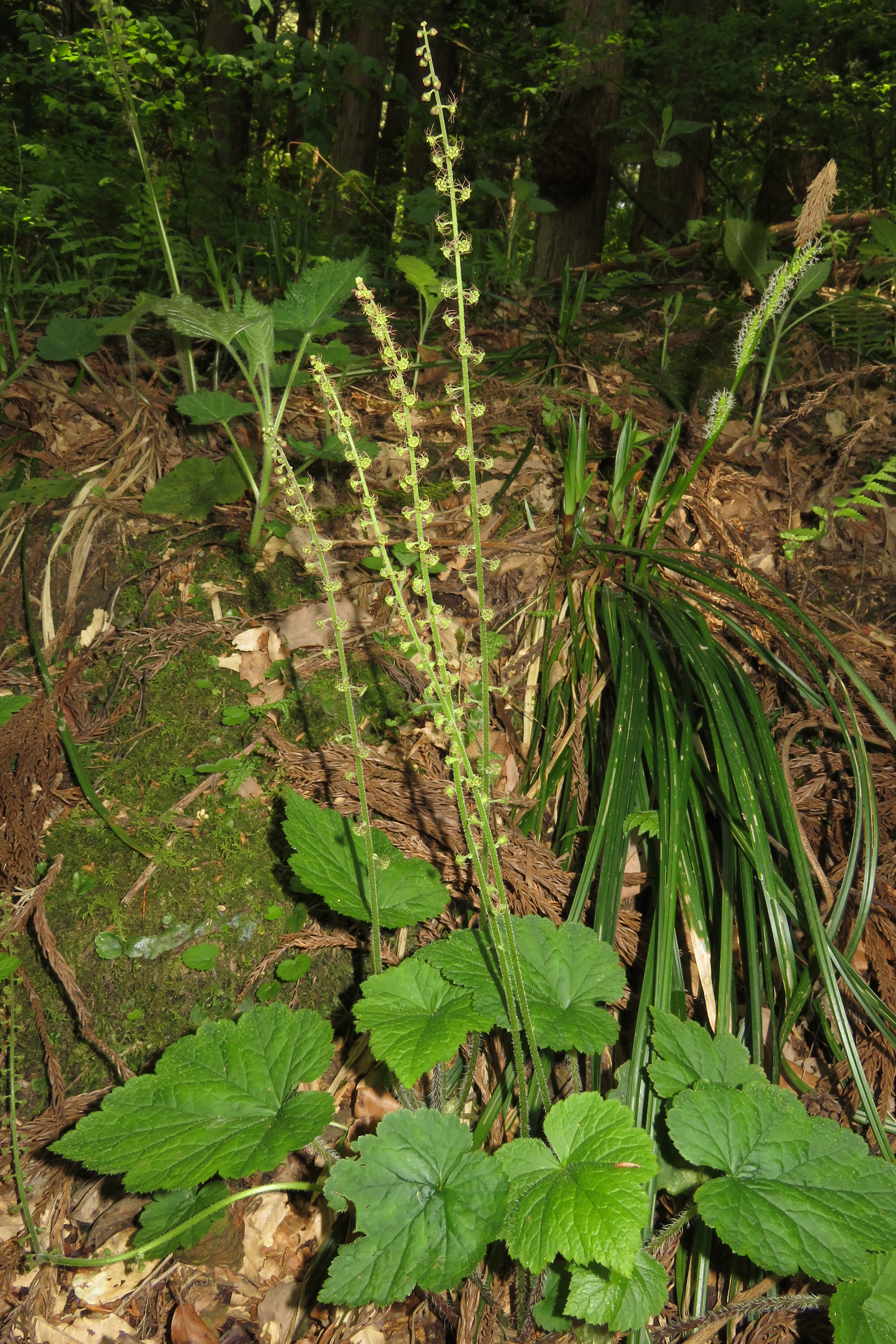
コシノチャルメルソウ
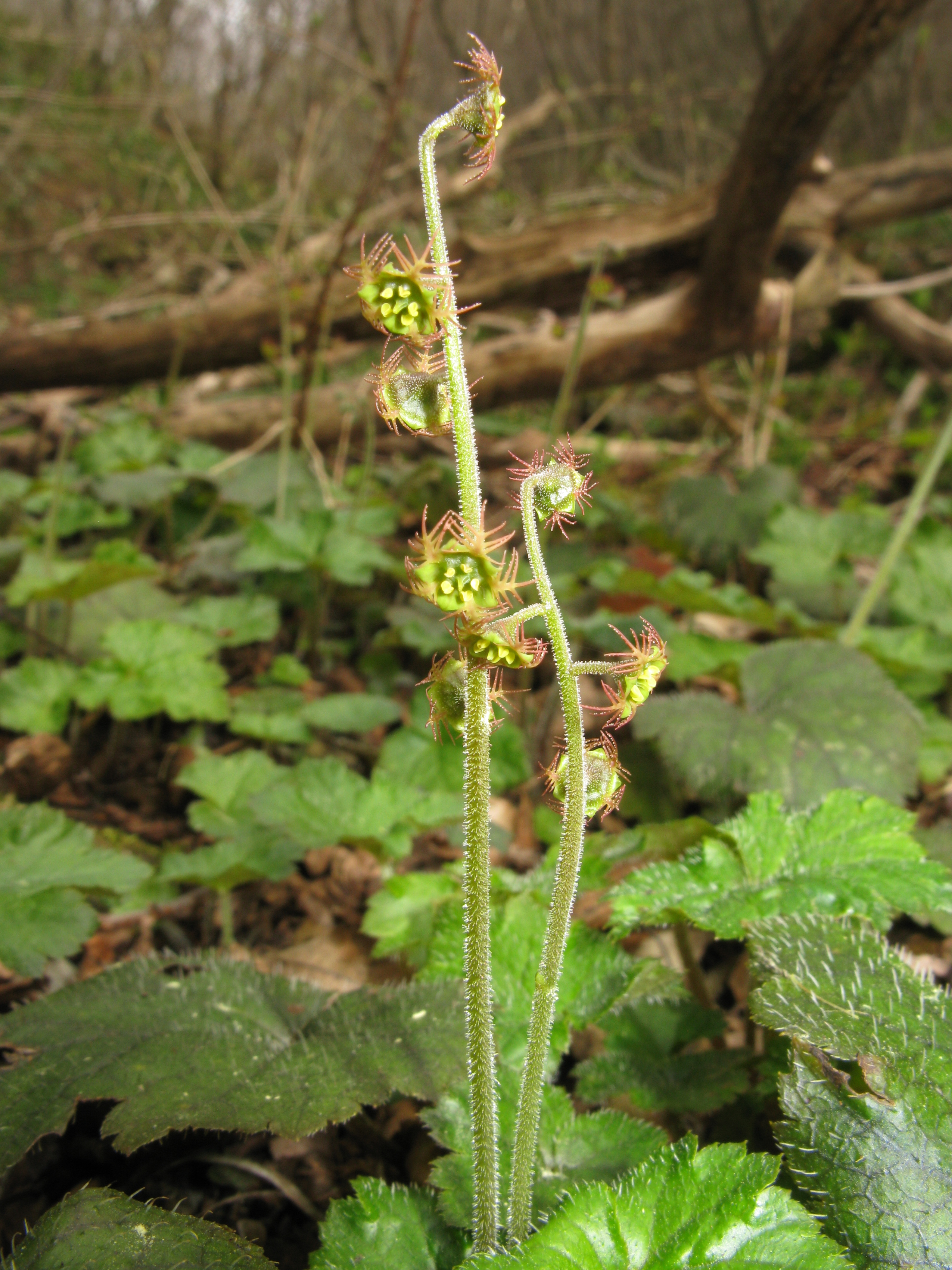
コチャルメルソウ
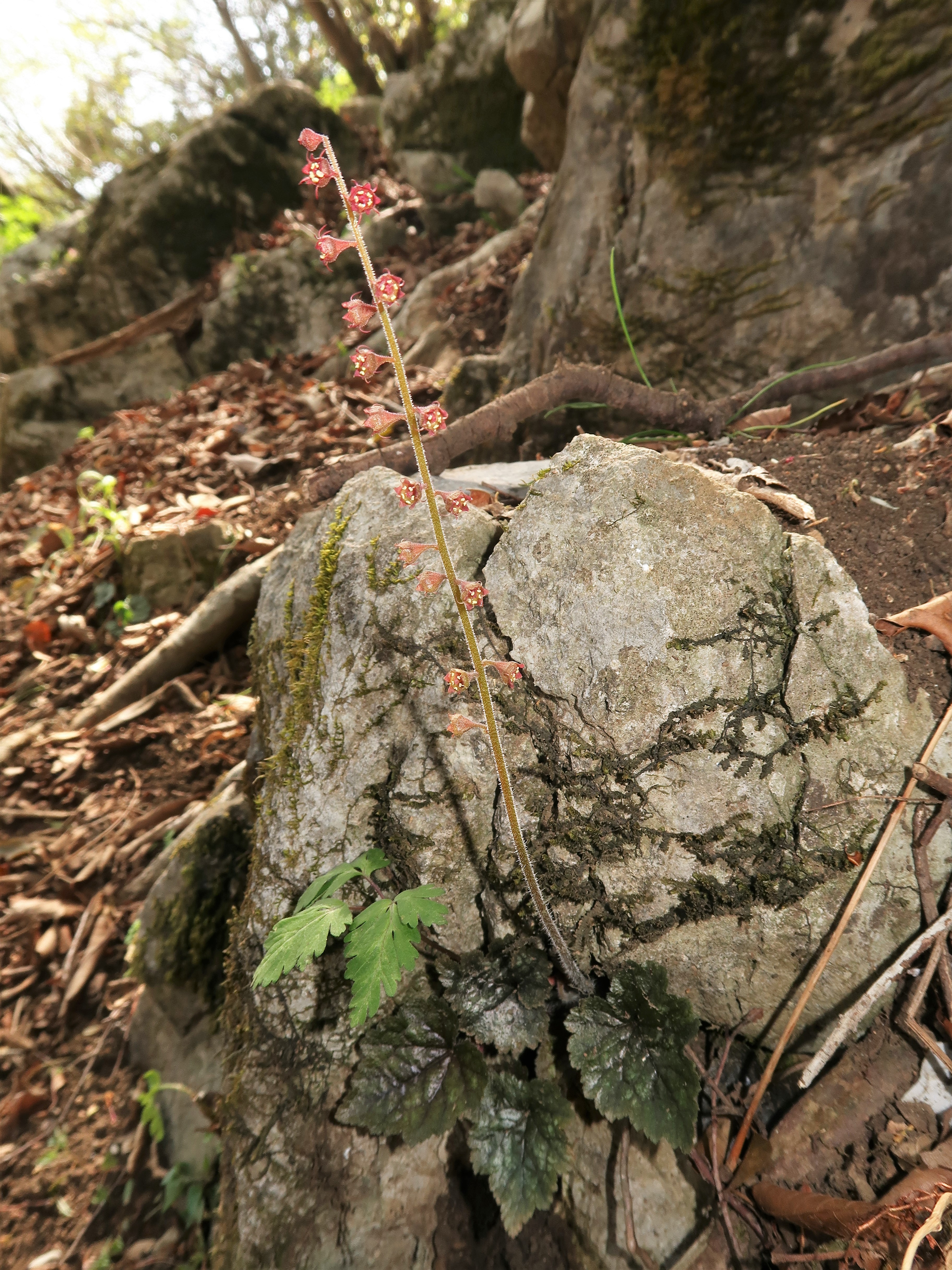
タキミチャルメルソウ